# Pelosia orientalis
Pelosia orientalis là một loài bướm đêm thuộc phân họ Arctiinae, họ Erebidae.